# Шакен Айманов
Шакен Кенджетаиули Айманов (15 октомври 1914 г. – 23 декември 1970 г.) е казахски съветски актьор и режисьор, смятан за баща на казахстанското кино.  Той режисира единадесет филма между 1954 и 1970 година.

## Биография
Айманов е роден в Баянаул, Руска империя дн. Казахстан) през 1914 година. Учи в казахстанския образователен институт в Семипалатинск (дн. Семей) от 1931 до 1933 година.
Започва актьорската си кариера в казахския драматичен театър в Алмати през 1933 година. Най-добрите му роли включват Ахан Сери в пиесата „Ахан Сери“ и Актокти от Габит Мусирепов, Исатай в „Исатай и Макамбет“ от Ахинджанов, Кобиланди Батир в „Кобиланди“ на Мухтар Ауезов, и много други.
През 1940 г. започва да се занимава с кино както като актьор, така и като режисьор. Също така от 1947 до 1951 г. работи като режисьор в Казахстанския драматичен театър.
Бил е депутат от четвърти и седми свиквания на Върховния съвет на Казахската ССР. През 1963 г. е член на журито на III Московски международен филмов фестивал.  През 1952 г. получава Държавната награда на СССР за работата си в театъра, а през 1968 г. получава Държавната награда на Казахската ССР. Награден е с орден Ленин и орден на Трудовия червен флаг.

## Памет
Казахфилмът, където Аиманов работи като режисьор, е кръстен на него през 1984 г. 
Международният филмов фестивал „Звездите на Шакен" се провежда през 2013 г. в подкрепа на младите артисти и режисьори. 